# Burkburnett
Burkburnett é uma cidade localizada no estado norte-americano do Texas, no Condado de Wichita.

## Demografia
Segundo o censo norte-americano de 2000, a sua população era de 10.927 habitantes. 
Em 2006, foi estimada uma população de 10.291, um decréscimo de 636 (-5.8%).

## Geografia
De acordo com o United States Census Bureau tem uma área de 
24,6 km², dos quais 24,6 km² cobertos por terra e 0,0 km² cobertos por água. Burkburnett localiza-se a aproximadamente 323 m acima do nível do mar.

## Localidades na vizinhança
O diagrama seguinte representa as localidades num raio de 20 km ao redor de Burkburnett. 